# Oncophorus decumbens
Oncophorus decumbens là một loài rêu trong họ Dicranaceae. Loài này được Thwaites & Mitt. Broth. mô tả khoa học đầu tiên năm 1901.